# 주사위 게임

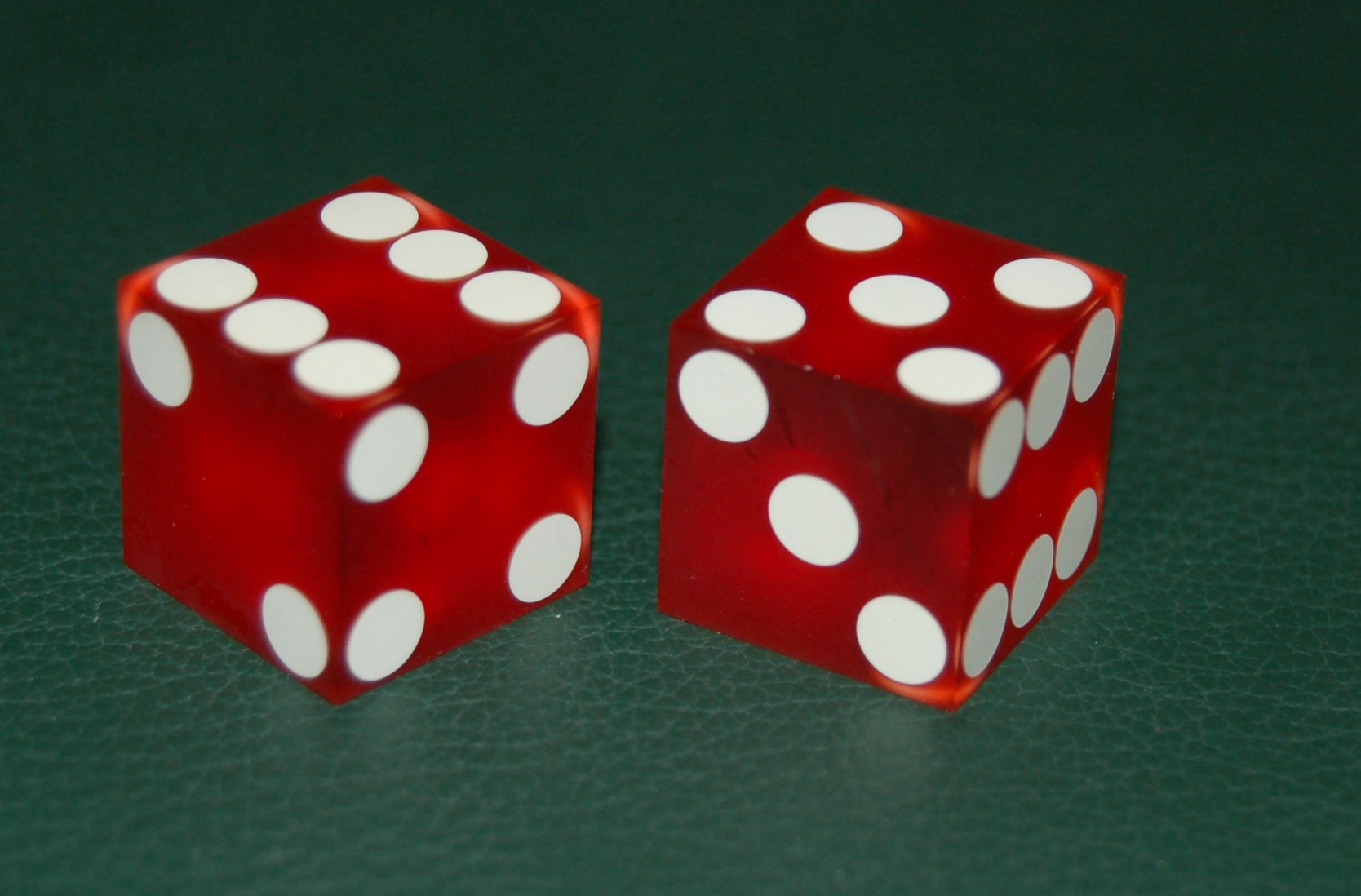

주사위 게임(dice game)은 주사위를 이용한 모든 종류의 게임을 지칭한다. 주사위의 점수만을 이용한 게임과, 말 등을 움직이는데 주사위가 사용되는 게임 등이 있다.

## 게임의 종류
- 백개먼
- 쌍륙
- 주사위 체스
- 부루마불
- 야추